# Johann I. (Bilstein)
Johann I. von Bilstein († 8. April 1310) war Edelherr und Besitzer des so genannten Landes Bilsteins und zugehöriger Gebiet sowie Landmarschall von Westfalen.

## Leben und Wirken
Johann war Sohn von Dietrich II. von Bilstein und dessen Frau Mechthild. Um das Jahr 1255 hatte Johann die Nachfolge seines Vaters als Herr von Bilstein angetreten. Zu diesem Zeitpunkt war er bereits verheiratet. In nicht ganz klarer Weise stand er in einem familiären Verhältnis zu Graf Ludwig von Arnsberg.
Um 1282 wurde Johann von Erzbischof Siegfried von Köln in dessen Eigenschaft als Herzog von Westfalen zum Landmarschall von Westfalen und damit zum Vertreter des Erzbischofs in diesem Gebiet ernannt. Er unterstützte den Erzbischof beim Erwerb und der späteren Verpfändung der Stadt Holzminden. Außerdem trat er 1287 zusammen mit Ludwig von Arnsberg als Schlichter bei einem Streit zwischen dem Kloster Himmelpforten und Konrad von Ense auf. Er wirkte insgesamt ausgleichend zwischen dem Erzbischof und den von diesem bedrohten westfälischen Adeligen und trug zur Wiederherstellung zahlreicher durch Fehden zerstörter Burgen und Städte bei.
Aus Dank für seine Dienste verschaffte der Erzbischof nachgeborenen Söhnen von Johann I. Kanonikerstellen am Kölner Dom und in St. Gereon. Im Jahr 1290 legte Johann die Würde des Landmarschalls nieder. Als 1298 das Erzbistum Köln, das Bistum Münster, die Grafschaft Mark sowie die Städte Dortmund, Münster und Soest einen auf fünf Jahre angelegten westfälischen Landfrieden beschlossen, wurde Johann der Vorsitz in einem speziellen Aufsichtsgremium (conservatores) übertragen. Außerdem diente er den Kölner Erzbischöfen als Zeuge bei wichtigen Urkunden.
Den Anteil des Hauses Bilstein an der Waldenburg verkaufte Johann an Hunold von Plettenberg. Außerdem verkaufte er 1293 die Burg Bilstein an den Landgrafen von Hessen und nahm sie von diesem als Lehen. Damit waren allerdings nur beschränkte Rechte abgegeben worden. Die Herrschaftsrechte über das Land Bilstein waren damit ohnehin nicht verbunden.